# Бандор Бејс (Вашингтон)
Бандор Бејс (енгл. Bangor Base) насељено је место без административног статуса у америчкој савезној држави Вашингтон.

## Демографија
По попису из 2010. године број становника је 6.054, што је 1.199 (-16,5%) становника мање него 2000. године.
| Група             | 2000.         | 2010.         |
| Белци             | 5.219 (72,0%) | 4.210 (69,5%) |
| Афроамериканци    | 584 (8,1%)    | 466 (7,7%)    |
| Азијати           | 340 (4,7%)    | 189 (3,1%)    |
| Хиспаноамериканци | 743 (10,2%)   | 829 (13,7%)   |
| Укупно            | 7.253         | 6.054         |